# Forn de calç del Castellet de Banyoles II
El Forn de calç del Castellet de Banyoles II és una obra de Tivissa (Ribera d'Ebre) inclosa a l'Inventari del Patrimoni Arquitectònic de Catalunya.

## Descripció
Forn de calç situat als terrenys del Mas del Castellet de Banyoles, proper a l'anomenat Forn de Calç del Mas del Castellet de Banyoles I.
Estructura arquitectònica de planta quadrangular, d'uns 2m de llarg per 2m d'ample, excavada al terreny i reforçada amb murs de maçoneria i pedra.
Es troba cobert parcialment per la vegetació.